# 吳夏暉
吳夏暉（臺灣語名Ngôo Hā-hui）（1947年7月15日—），臺灣詩人，本名吳順發，筆名臺江月、府城居士。臺灣臺南市白河區人，畢業於嘉義農專獸醫科，是笠詩社、蕃薯詩社同仁、臺灣現代詩人協會發起人之一。
其創作文類以詩為主，早期作品流露濃厚的鄉土情感，近期則以電腦的專業用語與現實連結，批判荒謬、不合理的臺灣社會現象。

## 生平
- 1947年7月15日(1歲)出生於臺南縣白河鎮仙草埔(平埔族地名)。
- 1962年(15歲)開始習作小說。
- 1965年(18歲)加入「笠詩社 」，開始習作新詩，早期的作品以鄉土題材為主，表現對周遭熟悉事物的感情。
- 1970年(23歲)11月任職於臺灣糖業公司。
- 1979年12月10日高雄美麗島事件發生後，1980年(33歲)2月1日因美麗島事件遭受臺糖公司烏樹林糖廠人二部門羅織，被公司以「美麗字」專案調離員關會職務。
- 1980年2月28日正式封筆。
- 1983年(37歲)7月1日烏樹林糖廠關閉，奉調新營副產加工廠，並任《新副通訊》總編輯。
- 1988年(41歲)復出，詩風丕變，以電腦基本的概念巧妙連結現實，強力批判荒謬、不合理的臺灣現實。近期作品呈現對本土的強烈關懷、追求族群和平相處的理念，建構一種不同於政治的文學世界。
- 1991年(41歲)與本土詩人林宗源、黃勁連、莊柏林、利玉芳、李勤岸、謝安通等人創立「蕃薯詩社」，致力臺語文學。
- 1996年(41歲)受聘台南縣文化藝術發展諮詢委員會委員。
- 1999年(52歲)建置「台灣文學資訊網」。 、
- 2000年1月(53歲)創辦《詩評詩論電子報》。
- 2001年7月1日(54歲)自臺灣糖業公司退休，轉職農民。
- 2006年7月19日(59歲)設立「順記茶業」商號，專營臺灣茶買賣。

## 著作
- 《域外的建築》詩集／台南縣立文化中心出版／1996
- 《巡迴店仔口》（合著）／台南縣立文化中心出版／1996

## 文學獎
- 1995年詩集《域外的建築》獲第三屆南瀛文學新人獎(首獎)。

## 作品被收入詩選集
- 1990〈磁碟機〉入選《亞洲現代詩集(5)》／1990年亞洲現代詩集編集委員會編印出版。
- 1991〈樹〉、〈電腦病毒〉、〈雷射列表機〉、〈寄焚「民主女神號」〉、〈啞孕〉入選《南瀛文學選(詩卷2 )》黃勁連主選／1991.10臺南縣立文化中心出版。
- 1992〈禁食〉、〈意外事件〉、〈捕手〉、〈中文系統〉、〈電腦語言1〉、〈電腦語言2〉、〈鍵盤〉、〈列表機〉、〈影像掃瞄器1〉、〈影像掃瞄器2〉入選《笠詩選──混聲合唱》鄭炯明主選／1992.09春暉出版社出版。
- 1992〈中文系統〉入選《八十年詩選》李瑞騰主選／1992.04爾雅出版社出版。
- 1997〈鍵盤〉、〈列表機〉入選《綻放語言的玫瑰》李敏勇著／1997.01玉山社出版。
- 1997〈寫予牽手〉入選《1995‧1996台灣文學選》利玉芳主選／1997.05前衛出版社出版。
- 1999〈寫給臺灣的詩〉入選《笠下的一群》莫渝著／1999.06河童出版社出版。

## 作品被評論情況
- 「吳夏暉〈中文系統〉一詩賞析」／岩上／1994年4月《笠詩刊》第180期。
- 「輸入臺灣的記憶」／利玉芳／1996年1月1日臺灣時報「土地文學」版。
- 「對土地的愛」／周華斌／2005年6月出版《臺灣現代詩》第二期

## 外部連結
- 吳夏暉文學部落（页面存档备份，存于）
- 台灣作家作品目錄資料庫——吳夏暉 （页面存档备份，存于）